# Teles Pires
Teles Pires hay Rio São Manuel là một sông dài 1370 km  tại Brasil.
Sông chảy qua bang Mato Grosso và phần hạ du của nó là ranh giới tự nhiên giữa hai bang Mato Grosso và Pará. Sông hợp dòng với sông Juruena và sau đó dòng nước này lại hợp lưu vào Tapajós, vốn là một trong những chi lưu lớn nhất của sông Amazon
Điểm dân cư đông dân nhất nằm ven sông là Alta Floresta.